# Улица Огрес (Рига)

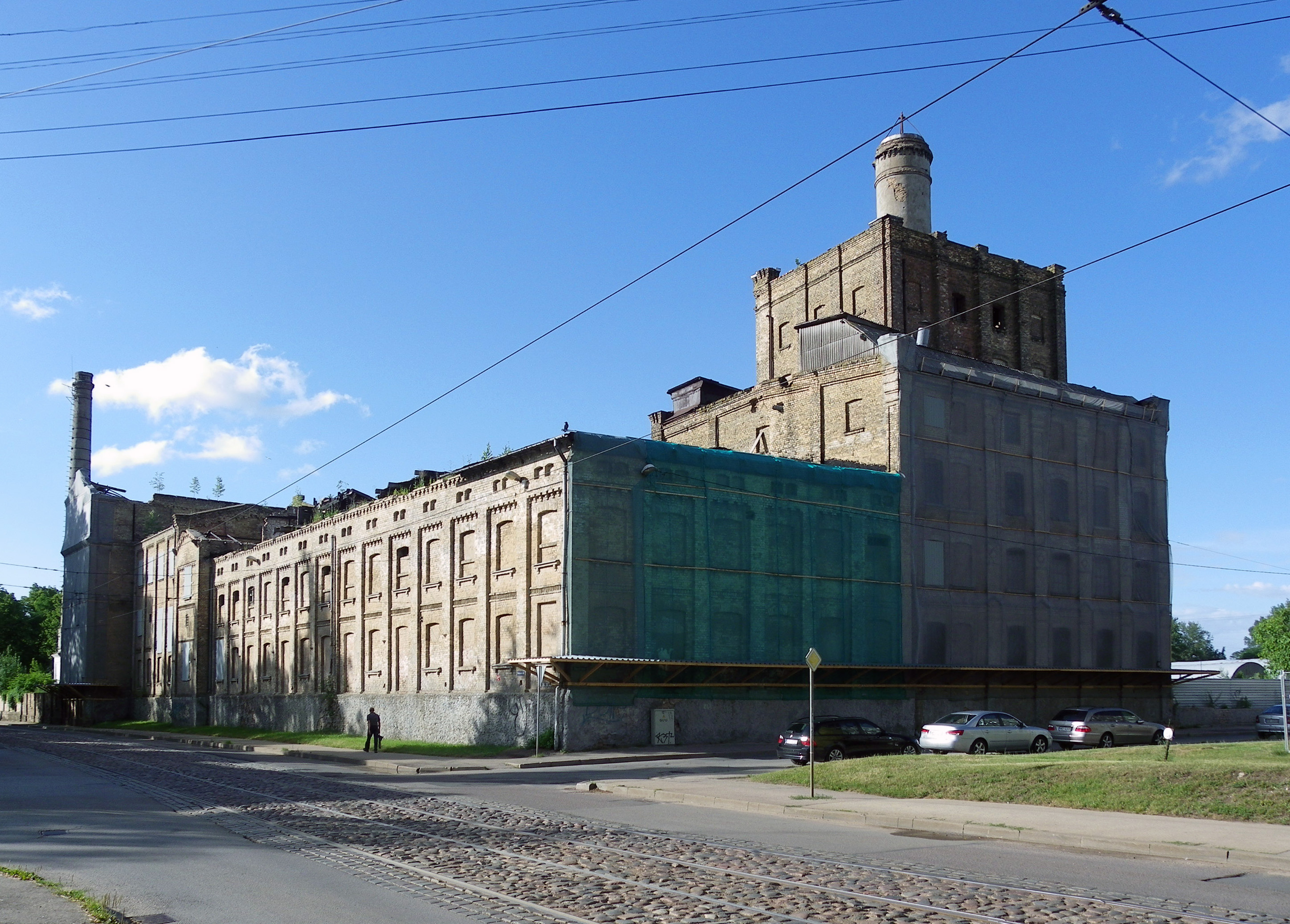
Бывший пивзавод «Ливония»

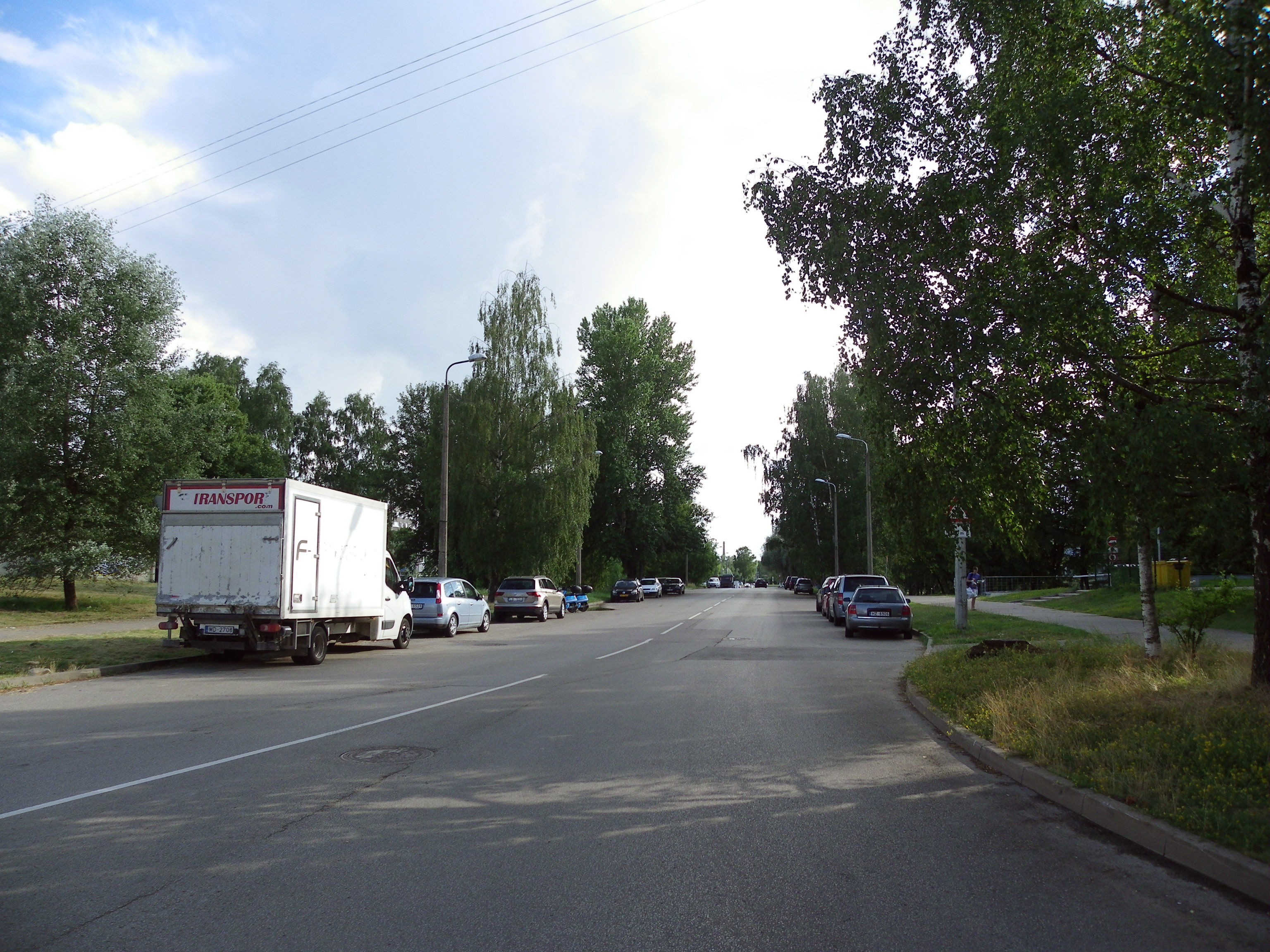
Вид в сторону улицы Краста

Улица О́грес (латыш. Ogres iela) — улица в Латгальском предместье города Риги, в историческом районе Московский форштадт. Пролегает в юго-западном направлении, от улицы Салацас до улицы Краста.
Общая длина улицы Огрес составляет 605 метров. На всём протяжении асфальтирована, имеет две полосы, разрешено движение в обоих направлениях. Общественный транспорт по улице не курсирует.

## История
Улица Огрес показана на планах города начиная с 1876 года, первоначально как безымянный проезд. В списках рижских улиц впервые упоминается в 1889 году под своим современным названием (нем. Ogerstrasse, рус. Огерская улица), которое никогда не изменялось.
Поскольку соседние улицы названы в честь рек (Салацас, Зилупес, Индрупес, Ритупес), логично предположить, что и улица Огрес названа в честь реки, а не города, который, к тому же, в XIX веке был не городом, а лишь недавно возникшим станционным посёлком.
Первоначально улица Огрес проходила лишь от ул. Латышской (Зилупес) до Московской (Маскавас); в этих границах она показана на всех планах города до Второй мировой войны.

## Застройка
- По адресу ул. Огрес, 2 (угол ул. Зилупес) с 1936 по 1969 год располагалось здание католической церкви Св. Антония. Здание было перестроено из бывшей мастерской как временное, однако оставалось единственным помещением общины вплоть до его принудительного сноса ради постройки ныне существующего корпуса со спортзалом[6].
- На углу с ул. Маскавас с 1870 года располагался пивоваренный завод «Ливония» (с 1945 — «Варпа»)[7], по состоянию на 2022 год сохранялся его заброшенный главный корпус 1898 года постройки (архитектор Э. фон Тромповский). На месте бывшего завода планируется сооружение современного офисного комплекса, в который будет интегрировано и историческое здание[8].
- Дальняя часть улицы застроена в 1970-е годы при строительстве микрорайона Кенгарагс-2Б (так называемый массив Краста): жилые дома 467 серии, детский сад № 229 (дом № 8, 1977 г.), средняя школа № 75 (дом № 9, 1974 г.[9]).

## Прилегающие улицы
Улица Огрес пересекается со следующими улицами:
- улица Салацас
- улица Зилупес
- улица Маскавас
- улица Краста